# Куницын, Пётр Николаевич
Пётр Николаевич Куницын (1921—1967) — лейтенант Советской Армии, участник Великой Отечественной войны, Герой Советского Союза (1944).

## Биография
Родился 20 июня 1921 года в селе Михайловка (ныне — Благовещенский район Амурской области). После окончания средней школы жил в Благовещенске, работал мастером ОТК на одном из предприятий. В сентябре 1940 года был призван на службу в Рабоче-крестьянскую Красную Армию. С августа 1941 года — на фронтах Великой Отечественной войны.
К сентябрю 1943 года старший сержант Пётр Куницын командовал отделением 132-го отдельного сапёрного батальона 38-й стрелковой дивизии 40-й армии Воронежского фронта. Отличился во время битвы за Днепр. 23-30 сентября 1943 года отделение под командованием Петра Куницына собрало паром из подручных материалов и переправило через Днепр в районе села Григоровка Каневского района Черкасской области Украинской ССР 24 противотанковых артиллерийских орудия, около 1700 бойцов и командиров со всем вооружением, около 6 тонн грузов.
Указом Президиума Верховного Совета СССР «О присвоении звания Героя Советского Союза генералам, офицерскому, сержантскому и рядовому составу Красной Армии» от 10 января 1944 года за «образцовое выполнение боевых заданий командования на фронте борьбы с немецко-фашистскими захватчиками и проявленные при этом отвагу и геройство» был удостоен высокого звания Героя Советского Союза с вручением ордена Ленина и медали «Золотая Звезда» за номером 1195.
В 1944 году окончил курсы младших лейтенантов. В июне 1946 года в звании лейтенанта он был уволен в запас. Проживал в Жмеринке, работал слесарем на Жмеринском вагоноремонтном заводе. Скоропостижно скончался 28 ноября 1967 года.
Был также награждён орденом Красной Звезды и рядом медалей.